# Фабрика банкнотной бумаги Национального банка Украины
Фабрика банкнотной бумаги Национального банка Украины (укр. Фабрика банкнотного паперу Національного банку України) — предприятие города Малин Житомирской области Украины.
Единственное предприятие на территории Украины, способное выпускать банкнотную бумагу для печати гривен.

## История
Предприятие было построено в 1996 году и оснащено оборудованием японского производства. Техническим оснащением фабрики и наладкой технологии производства высококачественной бумаги с водяными знаками занимались специалисты итальянской компании «Cartiere Miliani Fabriano S.p.A.».
Первая продукция была выпущена 2 сентября 1996 года, но официальное открытие предприятия состоялось 1 апреля 1997 года.
В 2009—2010 годы было проведено техническое перевооружение фабрики, в ходе которого на предприятии было установлено новое оборудование и производительность была увеличена на 50 %.
По состоянию на 2013 год фабрика выпускала банкнотную бумагу для печати денежных купюр, а также бумагу для изготовления ценных банковских бумаг, паспортную бумагу для внутренних и дипломатических паспортов, бумагу для акцизных марок и другие виды бумаг, требующие высокой степени защиты. Кроме того, фабрика изготавливает избирательные бюллетени.
В 2014 году фабрика освоила производство паспортной бумаги для нового образца биометрических паспортов — с фиксированным многотоновым водяным знаком, также в состав бумаги включены жёлто-голубые волокна (при этом защитные нити для изготовления данной паспортной бумаги закупались за границей).
В 2015 году фабрика изготовила 2500 тонн бумаги.
По состоянию на начало 2016 года производственные мощности предприятия обеспечивали возможность производства 3000 тонн готовой продукции в год, при этом основной продукцией (свыше 90 % от объема продукции) являлась бумага долговечных марок с улучшенной износостойкостью.
C 1996 до 2016 года выпускавшаяся фабрикой банкнотная бумага изготавливалась из хлопкового волокна, сырьем для которого являлся импортный хлопок, выращенный в Казахстане и Турции, в 2016 году с целью снижения расходов на печать денежных знаков для изготовления гривен была разработана новая банкнотная бумага (с частичным замещением хлопкового сырья волокнами льна, выращенного на территории Украины).
23 марта 2016 года фабрика завершила изготовление первой опытной партии банкнотной бумаги с частичным замещением хлопкового сырья волокнами льна.
Более 700 тонн продукции предприятия ежегодно уходит на экспорт.